# Blindești, Ungheni
Blîndești este un sat din componența comunei Sculeni din raionul Ungheni, Republica Moldova.
Satul Blîndești e așezat pe șoseaua Ungheni - Fălești, la 2 km de stația calea ferată Buciumeni, la 18 km de orașul Ungheni, la 125 km de Chișinău, și situat la 2 km de vama Sculeni. Se învecinează la nord-vest cu Sculenii, la sud-vest cu Medelenii. Atestarea documentară a satului este anul 1546. Se presupune ca numele satului ar veni de la primul ei proprietar cu numele de Bândea.